# Rock in Japan Festival
A Rock in Japan Festival (ロック・イン・ジャパン・フェスティバル) Japán legnagyobb szabadtéri rockfesztiválja, melyet 2000 óta minden év augusztusának elején, az ibaraki prefektúrai Hitacsinakában. A rendezvény szervezője a Nippon Broadcasting System és a Disk Garage, kivitelezője a Rockin’on Inc..

## Fellépők

### 2000
| Dátum                  | Fellépők |
| ---------------------- | --- |
| 1. nap (augusztus 12.) | - Air - Elephant Kashimashi - Quruli - Sherbets - Sugar Soul - Zeebra - Husking Bee - Dragon Ash - Rappagariya         |
| 2. nap (augusztus 13.) | - Ajico (UA+Aszai Kenicsi) - The Yellow Monkey - Okuda Tamio - King Brothers - Spitz - Nakamura Kazujosi - Number Girl |

### 2001
| Dátum                 | Grass Stage | Lake Stage                                                                                              |
| --------------------- | --- | --- |
| 1. nap (augusztus 3.) | - Bump of Chicken - Rize - Bird - Air - The Jon Spencer Blues Explosion - Dragon Ash                                        | - Super Butter Dog - fra-foa - Zoobombs - Bloodthirsty Butchers - Magokoro Brothers - Soul Flower Union |
| 2. nap (augusztus 4.) | - Juzu - Back Drop Bomb - Triceratops - Supercar - JJ72 - Okuda Tamio - Mr. Children                                        | - Pre-school - Mo’some Tonebender - Pealout - Yamaarashi - Audio Active - Boom Boom Satellites - ACO    |
| 3. nap (augusztus 5.) | - Love Psychedelico - Grapevine - RIP Slyme - Szano Motoharu - Jamazaki Maszajosi - Elephant Kashimashi - Nakamura Kazujosi | - Cembalo - Penpals - Go!Go!7188 - In The Soup - Polysics - King Brothers - Guitar Wolf                 |

### 2002
| Dátum                  | Grass Stage                                                                                      | Lake Stage | DJ Booth |
| ---------------------- | ------------------------------------------------------------------------------------------------ | --- | --- |
| 1. nap (augusztus 9.)  | - Mongol800 - Air - Bird - Soul Flower Union - Guitar Wolf - Okuda Tamio (együttes) - RIP Slyme  | - The Back Horn - Cembalo - Clammbon - Polaris - Pre-school - Lunch Time Speax - Shakkazombie - Husking Bee                 | - Hoszaka Takehiko - Katahira Minoru - Aota Taku (Cembalo) - Mito (Clammbon) - Pre-school |
| 2. nap (augusztus 10.) | - Kick the Can Crew - Skateboard King - The Boom - UA - Bump of Chicken - Yuki - Kuvata Keiszuke | - Polysics - Going Under Ground - Smorgas - Penpals - Manami25 - The Peas - Boom Boom Satellites - Number Girl              | - Hoszaka Takehiko - Katahira Minoru - Team Polysics - DJ Shuho (Kick the Can Crew) - Shuya - Hajasi Munemasza & Kamidzsó Kinja (Penpals) - Aini (Smorgas) - Aszamoto Hirofumi (Ram Jam World) |
| 3. nap (augusztus 11.) | - HY - Quruli - Grapevine - Ulfuls - Yamaarashi - Elephant Kashimashi - Dragon Ash               | - Hermann H. & The Pacemakers - Kecumeisi - Kirindzsi - Cudzsi Ajano - Yo-King - Szokabe Keiicsi - Okuda Tamio (Hikigatari) | - Hoszaka Takehiko - Katahira Minoru - Noise McCartney (Quruli) - Satoshi Arakawa (Rock JP) - Szankon Jr. (Ulfuls)                                                                             |

### 2003
| Dátum                 | Grass Stage                                                                                                  | Lake Stage | DJ Booth |
| --------------------- | --- | --- | --- |
| 1. nap (augusztus 1.) | - Nakamura Kazujosi (100s) - 175R - HY - Hyde - O.P. King - Kick the Can Crew - Tokyo Ska Paradise Orchestra | - B-Dash - Going Under Ground - Hermann H. & The Pacemakers - Ginnan Boyz - Polysics - Air - Triceratops - Penpals             | - Hoszaka Takehiko - Katahira Minoru - Maeda Hiroaki - Ono Sinicsi (100s) - DJ Shuho (Kick the Can Crew) - Macumoto Szudzsó (Going Under Ground) - Hajasi Hirojuki (Polysics) - Janaka Acusi (Tokyo Ska Paradise Orchestra)                 |
| 2. nap (augusztus 2.) | - Kisidan - The Boom - Acidman - Husking Bee - Master Low - Kecumeisi - Dragon Ash                           | - Hanaregumi - Kirindzsi - Smorgas - Dry & Heavy - Yo-King - Harry - Okuda Tamio (Hikigatari) - Grapevine                      | - Hoszaka Takehiko - Katahira Minoru - Maeda Hiroaki - Great Maekava (Yo-King, Flower Companyz) - License - Mizutama reppútai - Szenkó hanabi - 2-csó kendzsú - Dainodzsi - Aini Sensho1500 (Smorgas) - Inoue Ao (Dry & Heavy) - Pre-school |
| 3. nap (augusztus 3.) | - Pe’z - Elephant Kashimashi - Szuga Sikako - Bump of Chicken - Hirai Ken - Okamura Jaszujuki - RIP Slyme    | - Remioromen - Art-school - syrup16g - Mo’some Tonebender - Heesey with Dudes - The Peas - Soul Flower Union - Szokabe Keiicsi | - Hoszaka Takehiko - Katahira Minoru - Maeda Hiroaki - aM - Sugiurumn - Okuno Sinja (Soul Flower Union) - Szokabe Keiicsi |

### 2004
| Dátum                 | Grass Stage | Lake Stage | DJ Booth |
| --------------------- | --- | --- | --- |
| 1. nap (augusztus 6.) | - Ulfuls - Go!Go!7188 - Morijama Naotaró - 175R - Kisidan - Kecumeisi - The High-Lows                                                       | - B-Dash - Beat Crusaders - Lost in Time - Art-school - Polysics - Sambomaster - The Back Horn - Suneohair                    | - Hoszaka Takehiko - Katahira Minoru - Maeda Hiroaki - Szankon Jr. (Ulfuls) - Turkey (Go!Go!7188) - Disco Twins - Team Kurenaimandzsi (Macuo Szuzuki, Kavai Kacuo) - 2-csó kendzsú - Dainodzsi - Hajasi Hirojuki (Polysics) |
| 2. nap (augusztus 7.) | - Remioromen - Hitoto Jó - Acidman - Back Drop Bomb - Jamagucsi Tomomicu (Tobiiri szanszen) - Kreva - Asian Kung-Fu Generation - Dragon Ash | - Penpals - Ellegarden - Ginnan Boyz - Rhymester - Szokabe Keiicsi - Hanaregumi - Master Low - Yo-King                        | - Hoszaka Takehiko - Katahira Minoru - Maeda Hiroaki - Hajasi Munemasza (Penpals) - Pocaskajan - Umegaki Josiaki - Great Maekava (Yo-King, Flower Companyz) - Sugiurumn - Szokabe Keiicsi                                   |
| 3. nap (augusztus 8.) | - HY - Husking Bee - Elephant Kashimashi - Okuda Tamio - Spitz - Okamura Jaszujuki - Tokyo Ska Paradise Orchestra                           | - Going Under Ground - Cubajaki Jaszuhi dzsúszó - Clammbon - Straightener - The Band Apart - syrup16g - Grapevine - Hawaiian6 | - Hoszaka Takehiko - Katahira Minoru - Maeda Hiroaki - Macumoto Szudzsó (Going Under Ground) - Fuszoku no bi (Yo-King & Mineta Kazunobu) - Child Machine - License - Tanaka Tomojuki (Fantastic Plastic Machine)            |

### 2005
| Dátum                 | Grass Stage | Lake Stage | Sound of Forest                                                                            | DJ Booth |
| --------------------- | --- | --- | ------------------------------------------------------------------------------------------ | --- |
| 1. nap (augusztus 5.) | - Acidman - Kreva - Yuki - 100s - Dragon Ash - Bump of Chicken - RIP Slyme                                                          | - 175R - Locofrank - 10-Feet - B-Dash - Air - m-flo - Rhymester - Magokoro Brothers                                                          | - Fumido - Szekaiicsi - Lunkhead - Maximum the Hormone - THC!! - Cudzsi Ajano - Art-school | - Hoszaka Takehiko - Katahira Minoru - Maeda Hiroaki - Dzsicsó kacsó - Moriszancsú - License - 2-csó kendzsú - Hajasi Munemasza (Reverslow) - aM - Sugiurumn - Dainodzsi - Harigane Rock - Sinagava Sódzsi - Endive (from Dragon Ash) - Hajasi Hirojuki (Polysics) |
| 2. nap (augusztus 6.) | - Mongol800 - HY - Ken Yokoyama - Ulfuls - The Band Has No Name - Singer Songer - Mr. Children                                      | - Going Under Ground - Fujifabric - Cubajaki Jaszuhi dzsúszó - The Back Horn - The Band Apart - Beat Crusaders - Back Drop Bomb - Zazen Boys | - Bazra - Analog Fish - Salyu - Corner - Doping Panda - Sparta Locals - Lost in Time       | - Hoszaka Takehiko - Katahira Minoru - Maeda Hiroaki - The Touch - Naname 45° - Double Booking - ×-Gun - Taichi Master - Mufas - Xabungle - Dice - Jaszui Dzsunpei - 18kin - Ryukyudisko - Ram Rider                                                               |
| 3. nap (augusztus 7.) | - Sambomaster - Elephant Kashimashi - Ginnan Boyz - Okuda Tamio - Asian Kung-Fu Generation - Szakamoto Rjúicsi - Southern All Stars | - Straightener - Jackson Vibe - Suneohair - Maborosi - Szokabe Keiicsi Band - Szaitó Kazujosi - Grapevine - Ellegarden                       | - Radwimps - Cubaki - Holstein - Yui - Depapepe - The Peas - Polysics                      | - Hoszaka Takehiko - Katahira Minoru - Maeda Hiroaki - Makita Sports - Saka - Aszakusza Kid - Rocket Man (Fukava Rjó) - Pocaskajan - Neko Hirosi - Umegaki Josiaki - Tanaka Tomojuki (Fantastic Plastic Machine) - Binecu Danji                                    |

### 2006
| Dátum                 | Grass Stage                                                                                             | Lake Stage | Sound of Forest | Wing Tent                                                                                                   | DJ Booth |
| --------------------- | --- | --- | --- | --- | --- |
| 1. nap (augusztus 4.) | - Ulfuls - DJ Ozma - Kreva - m-flo - Hirai Ken - Dragon Ash - Quruli                                    | - Rhymester - Salyu - B-Dash - 175R - The Back Horn - Elephant Kashimashi - Puffy - Maximum the Hormone                              | - Depapepe - Frontier Backyard - Caravan - Shonen Knife - Bonobos - MCU - Yo-King                                       | - P-Man - Snorkel - plane - No Regret Life - Merengue - Comeback My Daughters - Radwimps                    | - Hoszaka Takehiko - Katahira Minoru - Maeda Hiroaki - Taichi Master - Xabungle - Csó sin dzsuku - Dainodzsi - Halfby - Hajasi Hirojuki (Polysics) - Hifana                                                         |
| 2. nap (augusztus 5.) | - Orange Range - Magokoro Brothers - Acidman - Ellegarden - Okuda Tamio hitori matatabi - Spitz - Cocco | - Fujifabric - Bennie K - Master Low - The Band Apart - Boom Boom Satellites - Overground Acoustic Underground - 10-Feet - Hawaiian6 | - Asparagus - Natsumen - Bloodthirsty Butchers - Corner - Gallow - Your Song Is Good - Mukai Sútoku Acoustic & Electric | - STAN - lostage - hare-brained unity - Hige - Wrong Scale - Lunkhead - Onszoku Lane                        | - Hoszaka Takehiko - Katahira Minoru - Maeda Hiroaki - Mu-stars - Maeda Ken - Bicsmallen - Jacui Icsiró (Elecomi) - Cubismo Grafico - Captain Funk - Ram Rider                                                      |
| 3. nap (augusztus 6.) | - Group tamasii - Kimura Kaela - Sambomaster - Kisidan - Beat Crusaders - Josii Kazuja - Jazava Eikicsi | - Suneohair - Szokabe Keiicsi Band - Doping Panda - Polysics - Ohana - Jano Akiko featuring Rei Harakami - Chara - Grapevine         | - Flower Companyz - YUI - Vola & The Oriental Machine - The Peas - Analog Fish - Art-school - Soil & "Pimp" Sessions    | - Nico Touches the Walls - Captain Straydum - Base Ball Bear - Oceanlane - The Arrows - Cubaki - Chatmonchy | - Hoszaka Takehiko - Katahira Minoru - Maeda Hiroaki - Nakatsuka Takeshi - Umegaki Josiaki - Makita Sports - Tokió Dynamite - Rocket Man - Ryukyudisko - Great Maekava (Flower Companyz) - Endive (from Dragon Ash) |

### 2007
| Dátum                 | Grass Stage                                                                                                  | Lake Stage | Sound of Forest | Wing Tent | DJ Booth |
| --------------------- | --- | --- | --- | --- | --- |
| 1. nap (augusztus 3.) | - Kimura Kaela - Chara - 100s - The Cro-Magnons - Okuda Tamio - Kecumeisi - Ellegarden                       | - Hawaiian6 - Grapevine - Polysics - Go!Go!7188 - Seamo - Ai - Zazen Boys - The Cornelius Group                               | - Captain Straydum - MCU - Depapepe - Comeback My Daughters - Yui - Onszoku Lane - Odani Miszako Trio - Guitar Wolf         | - Lightship - Good 4 Nothing - Snorkel - Ogre You Asshole - Good Dog Happy Men - Dustbox - Dohatten - 9mm Parabellum Bullet | - Hoszaka Takehiko - Katahira Minoru - Maeda Hiroaki - Umegaki Josiaki - Neko Hirosi - Reizóko Man - Genki Jaszu - Kohori Hirojuki - m-flo (DJ Set) - Mu-stars - Hajasi Hirojuki - Maszuko Naozumi |
| 2. nap (augusztus 4.) | - The Birthday - Ulfuls - Orange Range - DJ Ozma - Inoue Jószui - Asian Kung-Fu Generation - Bump of Chicken | - Base Ball Bear - Super Butter Dog - Bennie K - Szaitó Kazujosi - Elephant Kashimashi - Suneohair - Hitoto Jó - Doping Panda | - Asparagus - Endó Kendzsi Band - Special Others - Hoff Dylan - Furukava Miki - Bonobos - Ryukyudisko - Janokami            | - Asphalt Frustration - Fine Lines - Does - Monobright - Peridots - Analog Fish - Jinn                                      | - Hoszaka Takehiko - Katahira Minoru - Maeda Hiroaki - Tokuko - Mizutama reppútai - Pere (Extension) - Jacui Icsiró - Halfby - Konomija Júhi - Ram Rider                                           |
| 3. nap (augusztus 5.) | - Maximum the Hormone - Kreva - Remioromen - Ken Yokoyama - Cocco - RIP Slyme - Dragon Ash                   | - Chatmonchy - Ajaka - Low IQ 01 & Master Low - Puffy - Triceratops - Fujifabric - Salyu - Radwimps                           | - Maborosi - Mars Eurythmics - Yo-King - Overground Acoustic Underground - The Peas - Szokabe Keiicsi Band - Caravan - Hige | - OreSkaBand - Vola & The Oriental Machine - Northern 19 - Curu - Rei Ran - Beyonds - The Arrows                            | - Hoszaka Takehiko - Katahira Minoru - Maeda Hiroaki - Moriszancsú - Heiszei Nobusi Kobusi - Ónisi Lion - Dainodzsi - Great Maekava - Nakata Jaszutaka - Rocket Man                                |

### 2008
| Dátum                 | Grass Stage                                                                                      | Lake Stage | Sound of Forest | Wing Tent | DJ Booth |
| --------------------- | ------------------------------------------------------------------------------------------------ | --- | --- | --- | --- |
| 1. nap (augusztus 1.) | - Sambomaster - Kimura Kaela - The Band Apart - HY - Spitz - Bump of Chicken - Straightener      | - Ryukyudisko - Air - B-Dash - 175R - Triceratops - Szokabe Keiicsi Band - Go!Go!7188 - Polysics                                    | - Good 4 Nothing - cutman-booche - Jinn - The 50 Kaitenz - YUI - Little - Suneohair - Hoff Dylan                              | - Rooftop Port - The Chef Cooks Me - FoZZtone - Sparta Locals - Unison Square Garden - Lunkhead - Mass of the Fermenting Dregs - Glory Hill | - Katahira Minoru - Maeda Hiroaki - Hoszaka Takehiko - Dainodzsi - Okada Josinori a.k.a. DJ 4th - Ram Rider - Szokabe Keiicsi Band                                                   |
| 2. nap (augusztus 2.) | - Elephant Kashimashi - Chatmonchy - Seamo - Acidman - Maximum the Hormone - RIP Slyme - Brahman | - Perfume - Dustbox - Soil & "Pimp" Sessions - Cubajaki Jaszuhi dzsúszó - Puffy - Szaitó Kazujosi - Kinniku sódzso-tai - Fujifabric | - Monobright - Captain Straydum - Art-school - Mars Eurythmics - tobaccojuice - 頭脳警察 - Asphalt Frustration - Bonobos      | - Unchain - Bigmama - Enomoto Kurumi - Totalfat - The Telephones - The Hangovers - 8otto                                                    | - Maeda Hiroaki - Katahira Minoru - Hoszaka Takehiko - Hajasi Hirojuki (Polysics) - YMCK - Konomija Júhi (Hoff Dylan) - Jacui Icsiró (Elecomi)                                       |
| 3. nap (augusztus 3.) | - Dragon Ash - Hawaiian6 - Okuda Tamio - 10-Feet - Onicuka Csihiro - Kreva - Ellegarden          | - 9mm Parabellum Bullet - Onszoku Lane - Going Under Ground - Rize - Your Song Is Good - Grapevine - Base Ball Bear - Hige          | - The Rodeo Carburettor - Nico Touches the Walls - Apogee - Mo’some Tonebender - Curu - Snorkel - Yo-King - Magokoro Brothers | - Takebucsi denki - The Novembers - Otogibanasi - People in the Box - The Jetzejohnson - Last Alliance - Northern19                         | - Hoszaka Takehiko - Katahira Minoru - Maeda Hiroaki - Kohori Hirojuki (2-csó kendzsú) - Macuda „Chabe” Gakudzsi (Cubismo Grafico) - Macumoto Szudzsó (Going Under Ground) - Capsule |

### 2009
| Dátum                 | Grass Stage | Lake Stage | Sound of Forest | Park Stage | Wing Tent | Seaside Stage | DJ Booth |
| --------------------- | --- | --- | --- | --- | --- | --- | --- |
| 1. nap (július 31.)   | - Perfume - Chatmonchy - 100s - Beat Crusaders - Mongol800 - Ken Yokoyama - Acidman - Ulfuls                                       | - The Back Horn - Low IQ 01 & Master Low - Aobózu - Triceratops - Nothing’s Carved in Stone - Grapevine - Okuda Tamio hitori matatabi - Rize | - Mizobucsi Bun - Curu - Back Drop Bomb - Monobright - YUI - Fukuhara Miho - Flumpool - Ryukyudisko - Comeback My Daughters - Rhymester                                             | - snap - Unchain - Merengue - Otogibanasi - Puringumin - Scoobie Do - Ogre You Asshole - te’ - Analog Fish                                                 | - Reaction the Buddha - Going Under Ground - Scars Borough - Knotlamp - Andymori - Sister Jet - Yacht. - The Novembers - Totalfat                                | - Takebucsi denki - cutman-booche - Luki - King & Prince (Yo-King×Dódzsima Kóhei) - Bonobos - Kadzsi Hideaki - Dohatten | - Katahira Minoru - Maeda Hiroaki - Hoszaka Takehiko - The Lowbrows - Dexpistols - Ram Rider - Macuda „Chabe” Gakudzsi (Cubismo Grafico)                                                                                       |
| 2. nap (augusztus 1.) | - 10-Feet - 9mm Parabellum Bullet - Kimura Kaela - RIP Slyme - Straightener - Josii Kazuja - Asian Kung-Fu Generation - Dragon Ash | - Cubajaki Jaszuhi dzsúszó - Seamo - Dustbox - The Band Apart - Good 4 Nothing - Base Ball Bear - Sambomaster - Doping Panda                 | - Colors Department - Rock ’a’ Trench - Flontier Backyard - Last Alliance - Izumija Sigeru - Mo’some Tonebender - Okabajasi Nobujaszu - Captain Straydum - Northern19 - Sakanaction | - The Crickets - Apogee - Enomoto Kurumi - Love Love Love - Cinema Staff - Fed Music - Soul Flower Union - Overground Acoustic Underground - Eastern Youth | - The Chef Cooks Me - Japan Kuruu Special - Kuroneko Chelsea - Spank Page - Kageva no Maries - Mikansei vs Sin szekai - A Flood of Circle - Unison Square Garden | - Nanao Tabito - No ano va - Szeira - Jinn - Tokumaru Súgo - Flower Companyz - The Bawdies                              | - Maeda Hiroaki - Katahira Minoru - Hoszaka Takehiko - Dainodzsi - Takuma (10-Feet) - Nakacuka Takesi - Isige Teru (The Telephones) - DJ Fumiya (RIP Slyme)                                                                    |
| 3. nap (augusztus 2.) | - Jazava Eikicsi - Maximum the Hormone - HY - Superfly - Magokoro Brothers - Elephant Kashimashi - Kreva - Unicorn                 | - Polysics - Szokabe Keiicsi Band - Nico Touches the Walls - Shakalabbits - AA= - Group tamasii - Fujifabric - The Hiatus                    | - Sinkú Hollow - Glory Hill - Asphalt Frustration - Art-school - Andó Júko - The Peas - Puffy - The Telephones - Your Song Is Good - Special Others                                 | - Smellman - Onszoku Lane - serial TV drama - Mars Eurythmics - MCU - B-Dash - Avengers in Sci-fi - Bigmama - OreSkaBand                                   | - foZZtone - Little - Jeepta - Any - SBK - People in the Box - Tsu Shi Ma Mi Re - 8otto                                                                          | - Good Dog Happy Men - Tamurapan - Halcali - Kisjosi Rjúdzsin - Abe Mao - Hoff Dylan - The 50 Kaitenz                   | - Hoszaka Takehiko - Katahira Minoru - Maeda Hiroaki - Jacui Icsiró (Elecomi) - Okada Josinori (a,k,a, DJ4TH) - Hajasi Hirojuki (Polysics) - Harfby Handssomeboy Technique - Szokabe Keiicsi Band - Konomija Júhi (Hoff Dylan) |

### 2010
| Dátum                 | Grass Stage | Lake Stage | Sound of Forest | Park Stage | Wing Tent | Seaside Stage                                                                                       | DJ Booth |
| --------------------- | --- | --- | --- | --- | --- | --------------------------------------------------------------------------------------------------- | --- |
| 1. nap (augusztus 6.) | - Quruli - Beat Crusaders - 10-Feet - Perfume - Kreva - Mongol800 - Radwimps - The Hiatus                                    | - Base Ball Bear - Seamo - Puffy - Low IQ 01&Master Low - The Birthday - Dustbox - Flower Companyz - Sakanaction                       | - Rhymester - Andó Júko - Hoff Dylan - Asparagus - Cocco - Yo-King - Monobright - Capsule                                | - Going Under Ground - Abe Mao - Overground Acoustic Underground - People in the Box - Kisjosi Rjúdzsin - Kuroneko Chelsea - Frontier Backyard - Comeback My Daughters | - Sekai no Owari - One Ok Rock - Champagne - Sinkú Hollow - Nubo - Scoobie Do - Sister Jet - King Brothers                           | - Miwa - cutman-booche - Little - Kobajasi Taró - Iszobe MaszafumiBAND - Sleepy.ab - MCU            | - Katahira Minoru - Maeda Hiroaki - Hoszaka Takehiko - Kohori Hirojuki (2-csó kendzsú) - Ram Rider - Kubota Maszahiko (Beat Crusaders) - Takuma (10-Feet) - Dainodzsi                                                                                                   |
| 2. nap (augusztus 7.) | - Kisidan - Kikkava Kódzsi - 9mm Parabellum Bullet - Tortoise MacumotoBAND - Elephant Kashimashi - Acidman - Spitz - Unicorn | - Nico Touches the Walls - Hige - Shakalabbits - Cubajaki Jaszuhi dzsúszó - Flumpool - Kinniku sódzso-tai - Orange Range - Sambomaster | - Bigmama - Szokabe Keiicsi Band - Bennie Becca - YUI - Cécile Corbel - Onszoku Lane - Tokumaru Súgo - Your Song Is Good | - The 50 Kaitenz - Good 4 Nothing - serial TV drama - J - School Food Punishment - Does - Andymori - The Bawdies                                                       | - Galileo Galilei - A Flood of Circle - Dead End - Weaver - Knotlamp - Pay money To my Pain - Glory Hill - The Novembers             | - Local Sound Style - Szakai Jú - The Beat Motors - Olde Worlde - Cinema Staff - Prague - No ano va | - Maeda Hiroaki - Katahira Minoru - Hoszaka Takehiko - Nakacuka Takesi - Group Inou (Live Set) - Tomoyuki Tanaka (FPM) vs Taku Takahashi (m-flo) Special Set with Ayanocozey Show (Kisidan) and Cyberjapan Dancers - Isige Teru (The Telephones) - Szokabe Keiicsi Band |
| 3. nap (augusztus 8.) | - Polysics - Szaitó Kazujosi - Kecumeisi - Okuda Tamio - Dragon Ash - Group tamasii - Chatmonchy - Yuki                      | - B-Dash - The Band Apart - The Back Horn - Zazen Boys - Tortoise Macumoto - Sunny Day Service - Szuga Sikako - The Telephones         | - Kageva no Maries - Halcali - Aobózu - Ogre You Asshole - Curu - Soil & "Pimp" Sessions - Izumija Sigeru - Art-school   | - Triceratops - Unison Square Garden - Totalfat - The Mirraz - Unchain - Theatre Brook - Avengers in Sci-fi - Northern19                                               | - Okamoto’s - Jeepta - Vola & The Oriental Machine - Dirty Old Men - Droog - Mass of the Fermenting Dregs - Plenty - Takebucsi denki | - Zainicsi Funk - Mowmow Lulu Gyaban - Suneohair - Mizobucsi Bun - Maika - Rie fu - OreSkaBand      | - Hoszaka Takehiko - Katahira Minoru - Maeda Hiroaki - Jacui Icsiró (Elecomi) - Budó from Okamoto’s - Hajasi Hirojuki (Polysics) - Ulfuls Keiszuke×DJ Skyfish - DJ Bots (Dragon Ash)/Endive                                                                             |

### 2011
| Dátum                 | Grass Stage | Lake Stage | Sound of Forest | Wing Tent | Seaside Stage                                                                                              | DJ Booth |
| --------------------- | --- | --- | --- | --- | --- | --- |
| 1. nap (augusztus 5.) | - Sambomaster - Sakanaction - Morijama Naotaró - Perfume - Cocco - 10-Feet - Yuki - Asian Kung-Fu Generation    | - Mongol800 - Rhymester - Hidaka Tóru - Hige - Dustbox - Polysics - Base Ball Bear - The Bawdies                                                 | - Northern19 - Frontier Backyard - Unison Square Garden - Locofrank - Comeback My Daughters - Ogre You Asshole - Bigmama | - Victory - Champagne - Miwa - Back Drop Bomb - The Mirraz - The 50 Kaitenz - Yanokami - Cinema Staff - Curu                                | - BxAxG - Flip - Nubo - Sinkú Hollow - Hosino Gen - Iszobe MaszafumiBAND - 80Kidz                          | - Eyama (Nur.) - Hoszaka Takehiko (soultoday) - Eyama - Star Guitar - Takamoto Kazuhide (Comeback My Daughters) - Kavakami Jóhei (Champagne) - Gari Mobile Set - Tetsushi Hiroyama, Yosuke Hiroyama (Ryukyudisko) - Macuda „Chabe” Gakudzsi (Cubismo Grafico)&Panorama Family - TGMX (Frontier Backyard) - Hajasi Hirojuki (Polysics) - Takuma (10-Feet) - Hoszaka Takehiko |
| 2. nap (augusztus 6.) | - Dragon Ash - Orange Range - Kisidan - The Back Horn - Kimura Kaela - Chara - RIP Slyme - Unicorn              | - Abe Mao - Nothing’s Carved in Stone - Special Others - Low IQ 01 & Master Low - Triceratops - Kinniku sódzso-tai - Fujifabric - The Telephones | - Good 4 Nothing - Totalfat - Monobright - YUI - Zazen Boys - Soil & "Pimp" Sessions - Magokoro Brothers - Capsule       | - Shepherd - Halcali - Mizobucsi Bun - Tesima Aoi - Okamoto’s - Mowmow Lulu Gyaban - Nihon Madonna - another sunnyday - Androp              | - Going Under Ground - The komeszódó - Nikiie - N’ Sukugava Boys - The Salovers - Takahasi Jú - Glory Hill | - Endó Takajuki (Freak Affair) - Maeda Hiroaki (Puke!) - Endó Takajuki - Kubota Maszahiko (kuh/Toquio Lequio Tequnos) - Tomoyuki Tanaka (FPM) - Saku/Bots/Hiroki (Dragon Ash) - Horie Acusi (Straightener) - Dexpistols - Roy & Taxman (The Bawdies) - Hoszomi Takesi - Bunta & Kuboty (Totalfat) - Maeda Hiroaki                                                           |
| 3. nap (augusztus 7.) | - Puffy - Straightener - Acidman - Elephant Kashimashi - Kreva - 9mm Parabellum Bullet - Josii Kazuja - Brahman | - The Band Apart - Szuga Sikako - Nico Touches the Walls - Fact - Champagne - Okuda Tamio no súnin Cantabile - Sukima Switch - Sekai no Owari    | - Kisjosi Rjúdzsin - UL - B-Dash - Mucc - J - Hoff Dylan - Art-school - Kageva no Maries                                 | - The Moratorium Sphagetti Cheese - Miyavi - Black Borders - Plastic Tree - Negoto - Kuroneko Chelsea - Plenty - Galileo Galilei - Knotlamp | - Alcala - te’ - Scoobie Do - Dirty Old Men - Back Number - Coldrain - Szokabe Keiicsi Band                | - Nisimura Micsio (Nur.) - Katahira Minoru (Getting Better) - Nisimura Micsio - Jacui Icsiró (Elecomi) - Szokabe Keiicsi Band - Kinosita Riki (Art-school) - Love (Sekai no Owari) - Dainodzsi - Jagucsi Maszaaki (Mucc) - Pierre Nakano (Ling tosite sigure) - Katahira Minoru - Nisimura Micsio - Katahira Minoru                                                         |

### 2012
| Dátum                 | Grass Stage | Lake Stage | Sound of Forest | Wing Tent | Seaside Stage | DJ Booth |
| --------------------- | --- | --- | --- | --- | --- | --- |
| 1. nap (augusztus 3.) | - Nico Touches the Walls - Straightener - Dragon Ash - 10-Feet - Maximum the Hormone - Princess Princess - Yuki - Kreva | - Totalfat - Dustbox - The Band Apart - Szuga Sikako - Rhymester - Chara - Fudzsimaki Rjóta - Capsule                        | - Hata Motohiro - Kyary Pamyu Pamyu - Hige - Plenty - Unison Square Garden - AA= - Overground Acoustic Underground - Good 4 Nothing   | - Szaszakure sódzso - The Love ningen - Merry - Weaver - Curu - Avengers in Sci-fi - Kuroneko Chelsea - Coldrain - Back Number                      | - OreSkaBand - Hemenway - UL - Kobajasi Taró - Applicat Spectra - Rottengraffty - Scoobie Do                            | - Endó Takajuki - Hoszaka Takehiko - Endó Takajuki - Hoszaka Takehiko - Bunta & Kuboty (Totalfat) - Tomoyuki Tanaka (FPM) - Horie Acusi (Straightener) - Star Guitar - HacsiódzsiP - Takuma (10-Feet) - Endó Takajuki - 80Kidz - Hoszaka Takehiko                                                           |
| 2. nap (augusztus 4.) | - The Bawdies - Chatmonchy - Quruli - Elephant Kashimashi - Kimura Kaela - 9mm Parabellum Bullet - Perfume - The Hiatus | - Orange Range - Triceratops - Bigmama - Abe Mao - Flower Companyz - Kinniku sódzso-tai no dai jogen - Androp - Fujifabric   | - Halcali - Mucc - Miwa - Monobright - Zazen Boys - Andó Júko - Penpals - Mowmow Lulu Gyaban                                          | - Noise and milk - Killing Boy - Cinema Staff - Plastic Tree - Ucsú Mao - J - Nakata Júdzsi - Okamoto’s - Mo’some Tonebender                        | - Glory Hill - Hilcrhyme - Mudy on the szakuban - The Salovers - Akai kóen - Dendai - Suneohair                         | - Nisimura Micsio - Maeda Hiroaki - Nisimura Micsio - Kohori Hirojuki (2-csó kendzsú) - Pierre Nakano (Ling tosite sigure) - Kinosita Riki (Art-school) - Orionbeats - Isige Teru (The Telephones) - Jagucsi Maszaaki (Mucc) - Hajasi Hirojuki (Polysics) - Maeda Hiroaki - Nisimura Micsio - Maeda Hiroaki |
| 3. nap (augusztus 5.) | - Champagne - Sambomaster - Funky Monkey Babys - Base Ball Bear - Okuda Tamio - Kecumeisi - Spitz - Acidman             | - The Telephones - Does - Takahasi Jú - Tortoise Macumoto - Low IQ 01 & Master Low - Namba Akihiro - Shakalabbits - Polysics | - Asparagus - Northern19 - Hidaka Tóru és Fed Music - Negoto - Champagne - Your Song Is Good - Man with a Mission - Magokoro Brothers | - Szajonara, matakondo ne - CreepHyp - Mizobucsi Bun - Knotlamp - Comeback My Daughters - Pay money To my Pain - White Ash - Last Alliance - Miyavi | - Ieri Leo - Flip - Hello Sleepwalkers - Sinkú Hollow - FoZZtone - Iszobe Maszafumi & Hirabajasi Kazuya - Zainicsi Funk | - Kami Tecufumi - Katahira Minoru - Kami Tecufumi - Katahira Minoru - Group Inou - Szaitó „JxJx” Dzsun (Your Song Is Good) - Kami Tecufumi - Dainodzsi - Jacu Icsiró (Elecomi) - Hoszomi Takesi - Macuda „Chabe” Gakudzsi - Kavakami Jóhei (Champagne) - Katahira Minoru                                    |

### 2013
| Dátum                 | Grass Stage | Lake Stage | Sound of Forest | Park Stage | Wing Tent | DJ Booth |
| --------------------- | --- | --- | --- | --- | --- | --- |
| 1. nap (augusztus 2.) | - Champagne - Puffy - Mongol800 - Kyary Pamyu Pamyu - Champagne - Maximum the Hormone - RIP Slyme - Sakanaction                                        | - Hey-Smith - Coldrain - The Back Horn - Totalfat - Unison Square Garden - Bigmama - Fujifabric - Straightener                      | - Okamoto’s - Good Morning America - Tokumaru Súgo - Soil & "Pimp" Sessions - Zazen Boys - Flower Flower - Hata Motohiro - Back Number                              | - Vaszurerannejo - Nakata Júdzsi - Negoto - Merengue - Last Alliance - Rottengraffty - Mowmow Lulu Gyaban - Husking Bee    | - The Village Papas - Noise and milk - Niijama Siori - Fukurouzu - Sisido Kavka - Tankobuchin - The Flickers - Inoran - Dr. Downer | - Nisimura Micsio (Parade) - Maeda Hiroaki (Puke!) - Passpo - Sky-Hi - BiS - kz (livetune) - Charisma.com - Kavakami Jóhei ([Champagne]) - LinQ - Bunta & Kuboty (Totalfat) - CTS - Ram Riderfeat.Tempura Kidz - Maeda Hiroaki (Parade) - Nisimura Micsio (Puke!) |
| 2. nap (augusztus 3.) | - Polysics - Base Ball Bear - Special Others - Nico Touches the Walls - Hirai Ken - 9mm Parabellum Bullet - Asian Kung-Fu Generation - Bump of Chicken | - Ieri Leo - Low IQ 01 & The Rhythm Makers α - Nothing’s Carved in Stone - Kato Miliyah - CreepHyp - Takahasi Jú - Androp - Capsule | - Hello Sleepwalkers - Jamazaki Maszajosi - The Novembers - Overground Acoustic Underground "5" - Cinema Staff - Hilcrhyme - Kinniku sódzso-tai - A Flood of Circle | - White Ash - The Chef Cooks Me - Sinkú Hollow - Akai kóen - lecca - Pes - Back Drop Bomb - Good 4 Nothing                 | - Szamezame - Buzz the Bears - Szajonara, matakondo ne - J - Ucsú Mao - Passepied - Applicat Spectra - Magokoro Brothers           | - Maeda Hiroaki - Endó Takajuki (Freak Affair) - Elixia - Shun - Up Up Girls (kakko kari) - Kurika Maki - Hasta la Vista - Jacu Icsiró (Elecomi) - Hajasi Hirojuki (Polysics) - Dempagumi.inc - Salu - sasakure.UK - Endó Takajuki - Maeda Hiroaki                |
| 3. nap (augusztus 4.) | - Kreva - Dragon Ash - The Birthday - Quruli - Group tamasii - The Hiatus - 10-Feet - Perfume                                                          | - Does - CN Blue - Miwa - Tortoise Macumoto - Anzen csitai - Okuda Tamio - Orange Range - TK from Ling tosite sigure                | - Tokió Karankoron - Óhasi Trio - Szakamoto Maaja - The Starbems - Plenty - Scandal - Tricot - The Band Apart                                                       | - The Mirraz - Avengers in Sci-fi - Flower Companyz - Scott & Reverse - Miyavi - Kinoko Hotel - Andó Júko - The Dresscodes | - Nubo - Kana-Boon - My First Story - Luki - Rihwa - Predawn - Kobajasi Taró - Sakanamon                                           | - Nisimura Micsio - Endó Takajuki - DJ’Tekina//Something a.k.a Yuyoyuppe - Page - Nakagava Sóko - UL - Pierre Nakano (Ling tosite sigure) - Babymetal - 9nine - Dainodzsi - HacsiódzsiP - Nisimura Micsio - Endó Takajuki                                         |

### 2014
| Dátum                  | Grass Stage | Lake Stage | Sound of Forest | Park Stage | Wing Tent | Buzz Stage |
| ---------------------- | --- | --- | --- | --- | --- | --- |
| 1. nap (augusztus 2.)  | - Golden Bomber - Acidman - Sónan no kaze - RIP Slyme - Dragon Ash - Maximum the Hormone - Kick the Can Crew        | - Rottengraffty - Ieri Leo - Sambomaster - Hey-Smith - Coldrain - Kana-Boon - Every Little Thing - Fujifabric                            | - Kaiszoku Tokió - Puffy - Szokabe Keiicsi - Moumoon - Jamazaki Maszajosi - Art-school - Soil & "Pimp" Sessions - Crossfaith  | - Akai kóen - Flower Companyz - Silent Siren - Group Inou - Lunkhead - The Chef Cooks Me - Sakanamon - Keytalk                           | - Lamp in Terren - All Off - Szajonara, matakondo ne - Folks - Buzz the Bears - Balls - go!go!vanillas - Hello Sleepwalkers                            | - Hoszaka Takehiko - HacsiódzsiP - kz (livetune) - Lyu:Lyu - DJ’Tekina//Something a.k.a Yuyoyuppe - Daishi Dance - Czecho No Republic - DJ Jacui Icsiró (Elecomi) - Avengers in Sci-fi - CTS - Hoszaka Takehiko                                                                        |
| 2. nap (augusztus 3.)  | - Nico Touches the Walls - Alexandros - Champagne - Kecumeisi - Kreva - Kimura Kaela - Sakanaction                  | - Kemuri - Takahasi Jú - Special Others - Hata Motohiro - Unison Square Garden - Chara × In-sist Band - The Back Horn - Totalfat         | - Tricot - Flip - The Dresscodes - Szakamoto Maaja - Rihwa - The Brilliant Green - Cinema Staff - Hermann H. & The Pacemakers | - Tokió Karankoron - Good 4 Nothing - Locofrank - Negoto - Husking Bee - Overground Acoustic Underground - Galileo Galilei - Triceratops | - Siamese Cats - Taro & Jiro - 9nine - Haruka Tomijuki - Angry Frog Rebirth - Lego Big Morl - Dr. Downer - Wienners                                    | - Hoszaka Takehiko - Buzz Special (Jamazaki Aoi, Niijama Siori, Katahira Rina, Szumioka Rina) - Qaijff - Han-kun - Ram Rider×Tempura Kidz - Kúszó iinkai - Kavakami Jóhei (Alexandros) - UL - Vaszurerannejo - Hasta la Vista - Salu - Hoszaka Takehiko                                |
| 3. nap (augusztus 9.)  | - Funky Kató - Base Ball Bear - Quruli - Kyary Pamyu Pamyu - Chatmonchy - Jazava Eikicsi - Asian Kung-Fu Generation | - The Mirraz - Nothing’s Carved in Stone - Back Number - Polysics - Good Morning America - Nakagava Sóko - Boom Boom Satellites - Androp | - Good on the Reel - Priscilla Ahn - Dempagumi.inc - My First Story - Zazen Boys - Szuga Sikako - Magokoro Brothers - Capsule | - B-Dash - Kjúszo nekokami - The Bonez - Andó Júko - Does - Soul Flower Union - Geszu no kivami otome - N’ Sukugava Boys                 | - Tesla va nakai - Qooland - Akairo no Glitter - Mori haikiteiru - Team Syachihoko - Knock Out Monkey - Suck a Stew Dry - The Flickers                 | - Endó Takajuki - Buzz Special (Takojaki Rainbow, Babyraids, Ayumikurikamaki, Terasima Jufu, Passpo, Up Up Girls (kakko kari)) - Ucsú Mao - Dainodzsi - Four Get Me a Nots - DJ-va - Hajasi Hirojuki (Polysics) - Hitorie - Tofubeats - Endó Takajuki                                  |
| 4. nap (augusztus 10.) | - Miwa - Elephant Kashimashi - 10-Feet - 9mm Parabellum Bullet - The Hiatus - Unicorn - Sekai no Owari              | - Passepied - Dustbox - Scandal - Sukima Switch - Mongol800 - Kato Miliyah - Orange Range - Bigmama                                      | - Tacica - Maeda Acuko - Theatre Brook - Okamoto’s - Nakamura Kazujosi - Kinoko teikoku - Asparagus - Zainicsi Funk           | - Northern19 - Nakata Júdzsi - The Starbems - Plenty - The Peas - Scoobie Do - Plastic Tree - Alcala                                     | - Rebellion - Large House Satisfaction - This is Not a Business - Kobajasi Taró - Air Swell - Tokyo Girls’ Style - The Privates - Happy - Sinkú Hollow | - Endó Takajuki - Shun - Pierre Nakano (Ling tosite sigure) - The Oral Cigarettes - Buzz Special (Kamen Josi, Cheeky Parade, Lyrical School, Mutó Ajami, Negicco, Hime kjun Fruit kan) - indigo la End - Ómori Jaszuko - Takuma (10-Feet) - Bakudan Johnny - Rhymester - Endó Takajuki |

### 2015
| Dátum                 | Grass Stage                                                                                                   | Lake Stage | Sound of Forest | Park Stage | Wing Tent | Buzz Stage |
| --------------------- | --- | --- | --- | --- | --- | --- |
| 1. nap (augusztus 1.) | - The Telephones - Golden Bomber - Miwa - Elephant Kashimashi - Perfume - Siina Ringo - Alexandros            | - Scandal - Special Others - The Bawdies - Bigmama - Orange Range - Furuja Kendzsi - Sambomaster - Fear, and Loathing in Las Vegas | - go!go!vanillas - Galileo Galilei - Zazen Boys - Silent Siren - Knock Out Monkey - indigo la End - Dzsoóbacsi                                                | - Super Beaver - Cinema Staff - Dódzsima Kóhei Gakudan - Sinkú Hollow - The Mirraz - The Dresscodes - Good 4 Nothing - Plenty    | - The Boys & Girls - Micume - A Crowd of Rebellion - Hysterical Panic - Nanji, vagata Minials (Macsida Kó új projektje) - Dramatic Alaska - Bradio | - DJ’Tekina//Something a.k.a Yuyoyuppe - Buzz Special (Jamazaki Aoi, Inoue Szonoko, Saku, Szumioka Rina) - Kijosirjúdzsin 25 - Awesome City Club - Happy - Tempura Kidz - Pierre Nakano (Ling tosite sigure) - Joru no honki Dance - Okamoto Reidzsi (Okamoto’s) - DJ’Tekina//Something a.k.a Yuyoyuppe |
| 2. nap (augusztus 2.) | - Geszu no kivami otome - Kyary Pamyu Pamyu - Quruli - Kimura Kaela - Spitz - Uverworld - Hosino Gen          | - Totalfat - Kjúszo nekokami - Good Morning America - Sukima Switch - Mongol800 - Coldrain - Rebecca - Misia                       | - My First Story - Fact - Ócuka Ai - Okamoto’s - The Oral Cigarettes - Tricot - Capsule                                                                       | - Zainicsi Funk - Kinoko teikoku - Cute - Tokió Karankoron - Andó Júko - Flower Companyz - Soil & "Pimp" Sessions - Jonezu Kensi | - Kobajasi Taró - Takehara Pistol - Noisemaker - Swanky Dank - Bomi - Mito Nacume - Rhythmic Toy World                                             | - DJ’Tekina//Something a.k.a Yuyoyuppe - Suck a Stew Dry - Idegucsi Hirojuki (Monobright) - kz (livetune) - Szuijóbi no Campanella - Akashic - DJ Dainodzsi - The Flickers - Tana Syndrome - DJ’Tekina//Something a.k.a Yuyoyuppe                                                                       |
| 3. nap (augusztus 8.) | - Kreva - Nico Touches the Walls - Group tamasii - Kana-Boon - Unicorn - Man with a Mission - Bump of Chicken | - Base Ball Bear - Polysics - White Ash - Ieri Leo - The Back Horn - Monoeyes - Passepied - Nothing’s Carved in Stone              | - Szuga Sikako with Szuganami Eidzsun - Magokoro Brothers - Overground Acoustic Underground - Team Syachihoko - Sakanamon - Kúszó iinkai - Mowmow Lulu Gyaban | - Vaszurerannejo - Avengers in Sci-fi - Negoto - AK-69 - Triceratops - Weaver - Hitorie - Blue Encount                           | - Air Swell - Phono Tones - Lamp in Terren - Great3 - Drop’s - Buzz the Bears - Angry Frog Rebirth                                                 | - DJ-va - Buzz Special (Niijama Siori, Mitamura Csiharu, Ueda Marie, Rihwa) - UL - Tofubeats - Ucsú Mao - DJ Miszo Siru to MC Gohan - Team Kurenaimandzsi - Mahó sódzso ni naritai - Sibata Takahiro (Vaszurerannejo) - DJ-va                                                                           |
| 4. nap (augusztus 9.) | - Chatmonchy - CreepHyp - Dragon Ash - 9mm Parabellum Bullet - Acidman - The Hiatus - 10-Feet                 | - Rottengraffty - Straightener - Keytalk - Dustbox - Kemuri - Dempagumi.inc - Back Number - Androp                                 | - Wanima - Love Psychedelico - Szakamoto Maaja - Czecho No Republic - Good on the Reel - Cero - Yoshii Funk Jr.                                               | - Sisido Kavka - Nakagava Sóko - Lisa - Frederick - Akai kóen - Alcala - Gospellers - Plastic Tree                               | - 0.8-bjó to sógeki - Scenario Art - Makita Sports presents Fly of Die - Nubo - Mrs. Green Apple - Three Lights Down Kings - Kidori Kidori         | - DJ-va - Yogee New Waves - Rhymester - Shiggy Jr. - Luki - DJ Jacui Icsiró (Elecomi) - Shank - Ayumikurikamaki - DJ-va |

### 2016
| Nap                    | Grass Stage | Lake Stage | Sound of Forest                                                                                               | Park Stage | Wing Tent | Buzz Stage | Hillside Stage                                                                                                |
| ---------------------- | --- | --- | --- | --- | --- | --- | --- |
| 1. nap (augusztus 6.)  | - 10-Feer - Babymetal - miwa - The Hiatus - Dragon Ash - Uverworld - Hosino Gen                                                     | - The Oral Cigarettes - Base Ball Bear - Straightener - Bigmama - Sukima Switch - Nakasima Mika - Kjúszó nekokami - Monoeyes                      | - Monobright - Overground Acoustic Underground - indigo la End - Original Love - Teisma Aoi - Cocco - Arukara | - White Ash - Oldcodex - Crossfaith - Sky-Hi - Joru no honki Dance - go!go!vanillas - Kemuri                              | - Kobajasi Taró - Air Swell - Megumu - Cream - Aimer - Lego big morl - G-Ffreak Factory                                                   | - DJ Va - Oisikuru Melonpan - DJ Va - Ningen iszu - the dresscodes - Akai kóen - Hige - Han-kun - Charisma.com - Tempura Kidz - Tempura DJ Age Masza a.k.a. Ono Takemasza (Keytalk) - DJ Va                                              | - Inoue Szonoko - Nakamura Emi - Zekkei kudzsira - She’s - Fudzsivara Szakura - The Winking Owl - Qooland     |
| 2. nap (augusztus 7.)  | - 9mm Parabellum Bullet - Geszu no kivami otome - Kimura Kaela - Elephant Kashimashi - Ikimono-gakari - RIP Slyme - Bump of Chicken | - 04 Limited Sazabys - Nothing’s Carved In Stone - The Back Horn - Hey-Smith - Kató Miliyah - Orange Range - Unison Square Garden - Rottengraffty | - Szuijóbi no Campanella - Ócukai Ai - Zazen Boys - Mrs. Green Apple - Art-Shcool - Chara - Magokoro Brothers | - plenty - Ieri Leo - Kúszó iinkai - Triceratops - The Bonez - Frederick - Czecho No Republic                             | - My Hair Is Bad - Halo at Jodzsóhan - Su Xing Cyu - Makita Sports presents Fly or Die - A crowd of rebellion - Nubo - Hello Sleepwalkers | - DJ Va - MixoL’e - DJ Va - sumika - Zainicsi Funk - Aoi Eir - Ómori Jaszuko - Scenario Art - DJ Pierre Nakano - DJ Jacui Icsiró (Elec Comic) - DJ Va                                                                                    | - Shout It Out - wacci - Josizava Kajoko - Little Glee Monster - Lili Limit - Xmas Eileen - Niijama Siori     |
| 3. nap (augusztus 13.) | - Golden Bomber - CreepHyp - Kreva - Kana-Boon - Ken Yokoyama - Alexandros - The Yellow Monkey                                      | - My First Story - Aqua Timez - Blue Encount - The Mirraz - Dempagumi.inc - Fujifabric - Naoto Inti Raymi - Keytalk                               | - Bradio - locofrank - Going Under Ground - Sisido Kavka - Sanfujins - Shank - cinema staff                   | - Dramatic Alaska - Good4nothing - Plastic Tree - Team Syachihoko - Swanky Dank - avengers in sci-fi - Mowmow Lulu Gyaban | - Szajuri - Kidori Kidori - Roach - Mahósódzso ni naritai - Bentham - Howl Be Quiet - Kankaku Pierrot                                     | - DJ’Tekina//Something a.k.a Yuyoyuppe - Hysteric Panic - Crystal Lake - Rhythmic Toy World - Tricot - group inou - Ayumikurimaki (DJ) - banvox (DJ) - DJ Dainodzsi - DJ’Tekina//Something a.k.a Yuyoyuppe                               | - Cider Girl - Ueda Marie - Uszocuki - Akairo no Glitter - Longman - Anly - mitsume                           |
| 4. nap (augusztus 14.) | - Kyary Pamyu Pamyu - Nico Touches the Walls - Mongol800 - Sónan no kaze - Wanima - One Ok Rock - Asian Kung-Fu Generation          | - Good Morning America - Totalfat - The Bawdies - androp - Passepied - Sambomaster - Jonezu Kensi                                                 | - Vaszurerannejo - Okamoto’s - Silent Siren - Polysics - Nakamura Kazujosi - Puffy - Capsule                  | - Hitorie - Okazaki Taiiku - Cute - LiSA - Fudzsimaki Rjóta - Negoto - Good on the Reel                                   | - itovokasi - Turntable Films - Jabai T-shirt-jaszan - Nacume Mito - Lamp in Terren - Cilivan - Noisemaker                                | - DJ Va - Ninyoact - DJ Va - Ucsú Mao - Ucsikubi gokumon dókókai - Kuroki Nagisza - Super Beaver - Tokyo Karan Colon - Okamoto Reidzsi (Okamoto’s) (DJ) - Tana Syndrome (DJ) - Sibata Takahiro (Vaszurerannejo) (DJ) - kz (livetune (DJ) | - Dizzy Sunfist - Panorama Panama Town - Ovarikara - Brian the Sun - lovefilm - Ivaszaki Ai - Suck a Stew Dry |

### 2017
| Nap                    | Grass Stage | Park Stage | Lake Stage | Sound of Forest | Buzz Stage | Wing Stage | Hillside Stage                                                                                          |
| ---------------------- | --- | --- | --- | --- | --- | --- | --- |
| 1. nap (augusztus 5.)  | - Golden Bomber - Dragon Ash - Suchmos - Monoeyes - back number - Maximum the Hormone - B’z                     | - My Hair Is Bad - The Back Horn - Szuijóbi no Campanella - Sky-Hi & The Super Flyers - Frederic - Straightener - Sper Beaver | - Arukara - Czecho No Republic - Tokyo Ska Paradise Orchestra - LiSA - Naoto Inti Raymi - The Oral Cigarettes - Unicorn - Siricu Ebiszu Csúgaku | - Overground Acoustic Underground - Ómori Jasuko - The Birthday - Magokoro Brothers - Zazen Boys - Ócuka Ai - Triceratops | - DJ Live Kids aruaru nakanodzsin - Blume popo - DJ Live Kids aruaru nakanodzsin - Nubo - Akai kóen - Kúszó iinkai - Ucsikubigokumon dókókai - Swanky Dank - tofubeats - DJ Jacui Icsiró (Elec Comic) - DJ’Tekina//Something a.k.a Yuyoyuppe                              | - The Songbards - Knock Out Monkey - Six Lounge - Sakanamon - Creepy Nuts - Onigawara - Nulbarich - Regal Lily                                        | - Uszocuki - Vickeblanka - Kamisiraisi Mone - Sisido Kavka - G-Freak Factory - Art-School               |
| 2. nap (augusztus 6.)  | - Wanima - Krevav - 10-Feet - Elephant Kashimashi - Alexandros - Juzu - Kuvata Keiszuke                         | - Chatmonchy - 175R - sumika - go!go!vanillas - Nothing’s Carved in Stone - Okamoto’s - Kjúszó nekokami                       | - Joru no honki Dance - The Bonez - Fujifabric - Scandal - Crossfaith - Mongol800 - The Dresscodes - The Bawdies                                | - never young beach - Dzsoóbacsi - Little Glee Monster - Love PsychedelicoO - Szajuri - Kinoko Teikoku - plenty           | - Idegucsi Hirojuki (Monobright) (DJ) - Haru Nemuri - Idegucsi Hirojuki (Monobright) (DJ) - Walküre - Rhymester - Ame no Parade - Yogee New Waves - Oldcodex - Sibata Takahiro (Vaszurerannejo) (DJ) - Okamoto Reidzsi (Okamoto’s) (DJ) - DJ Live Kids aruaru nakanodzsin | - Rollo and Leaps - Lenny code fiction - Country Yard - Cocoroauction - Joshizava Kajoko - Monobright - a crowd of rebellion - Mahó sódzso ni naritai | - Rhythmic Toy World - Aomori Teszai - a flood of circle - Official Higeodism - She’s - Dramatic Alaska |
| 3. nap (augusztus 11.) | - The Hiatus - Nico Touches the Walls - CreepHyp - Momoiro Clower Z - Kick the Can Crew - Perfume - Sakanaction | - Team Syachihoko - Totalfat - Locofrank - Blue Encount - My First Story - Bigmama - 04 Limited Sazabys                       | - Good Morning America - Silent Siren - Ieiri Leo - Bradio - Passepied - Vamps - androp - Sambomaster                                           | - Plastic Tree - The Gazette - Flower Flower - Mucc - Aspargarus - Onicuka Csihiro - Aimer                                | - DJ Va - Yourness - DJ Va - Kankaku Pierrot - Itovokasi - Polkadot Stingray - Charisma.com - Hirai Dai - Tana Syndrome (DJ) - Tempura DJ Age Masza a.k.a. Ono Takemasza (Keytalk) (DJ) - DJ Va                                                                           | - Plankton - Berry Goodman - Ueda Marie - Shout it Out - Ucsú Mao - QoN - Xmas Eileen                                                                 | - Lamp in Terren - Womcadole - Bentham - Oisicle Melonpan - Ozaki Hiroja - Friends                      |
| 4. nap (augusztus 12.) | - Kejakizaka46 - miwa - Kana-Boon - RIP Slyme - Kyary Pamyu Pamyu - Porno Graffitti - Radwimps                  | - Special Others - Soil & "Pimp" Sessions - Good4nothing - Rottengraffty - Shank - Keytalk - Base Ball Bear                   | - dustbox - Mrs. Ggreen Apple - Aqua Timez - 9mm Parabellum Bullet - Sukima Switch - Polysics - coldrain - Jabai T-shirt-jaszan                 | - Bakudan Johnny - Dadaray - Angerme - Fudzsivara Szakura - Vaszurerannejo - AK-69 - Capsule                              | - DJ Va - Kiicsi Beer & The Holy Tits - DJ Va - Makita Sports - cinema staff - Dizzy Sunfist - Daoko - Glim Spanky - DJ Pierre Nakano (Ling tosite sigure) - DJ Dainodzsi - kz (livetune) (DJ)                                                                            | - Nakamura Emi - Ayumikurikamaki - Nakamura Icsi - tacica - Low IQ 01 & The Rhythm Makers+ - Namba69 - Takehara Pistol                                | - Mowmow Lulu Gyaban - Nacume Mito - yonige - Megumu - Nissoku Nacuko - Haruka to Mijuki                |